# 関啓扶
関 啓扶（せき けいすけ、1993年2月6日 - ）は、愛知県半田市出身の元プロ野球選手（投手）。

## 経歴

### プロ入り前
小学校1年時から野球を始めると、プロ野球選手を志しながら、中学生時代には地元の知多東浦リトルシニアで副主将として活躍。このチームの監督が三重県立菰野高校硬式野球部監督と親交があったことから、中学卒業後に同校へ進学した。
菰野高校時代は、春夏とも阪神甲子園球場の全国大会への出場は叶わなかった。3年生だった2010年夏の選手権三重大会で準決勝まで進んだが、この大会で優勝したいなべ総合学園高校打線から12三振を奪いながら、0 - 1というスコアで惜敗。しかし大会通算4試合（22回2/3）で1失点（自責点0）、31奪三振、防御率0.00という好成績を残したことから、NPBドラフト会議にて地元球団である中日ドラゴンズから5巡目で指名。契約金2,700万円、年俸540万円（金額は推定）という条件で入団した。背番号は62。

### プロ入り後
2011年の春季キャンプで「ボールの握り方が分からなくなった」「投げたボールがどこへ行くのか分からない」というほどのイップスに陥る。入団2年目の2012年までは、一・二軍を通じて公式戦での登板機会がなかった。
2013年に、ウエスタン・リーグ公式戦へデビュー。3試合に登板したが、通算投球イニングは2回1/3で、防御率は11.57にまで達した。一軍公式戦での登板どころか、ウエスタン・リーグ公式戦でも勝敗が付かないまま、10月2日に球団から戦力外を通告。11月15日付で、NPBから任意引退選手として公示された。

### 現役引退後
戦力外通告の際に中日球団職員への転身を打診され、2014年から二軍のマネジャーに就任。のちに一軍へ異動した。関の述懐によれば、「現役時代は辛いことばかりで、昇竜館（当時居住していた球団合宿所）の自室で泣いていた時期もあった。それだけに、ドラフト1位で指名されていない自分を（職員として）残してくれた中日球団には感謝しかなかった」という。
しかし、マネジャーとして現役選手や首脳陣から一流投手の調整方法や配球論を聞くうちに、投手としての現役復帰を模索。2017年の12月に菰野高校のOB戦へ登板したところ、ストレートで最速141km/hを計測。この登板で「イップスを克服した」「まだ投げられる」といった感覚を得る。これをきっかけに、2018年のシーズン途中、12球団合同トライアウトへの参加を決意。同年12月のマネジャー契約期間満了を機に中日球団を退職することを前提に、シーズン終了後から本格的な投球練習を5年振りに再開した。
2018年11月13日、現役時代のユニフォーム姿で、タマホームスタジアム筑後で開催された合同トライアウトへ参加。シートバッティング方式ながら、3人の野手との対戦に臨んだ。NPBでの現役引退後に、実戦での登板から5年間遠ざかったまま、合同トライアウトに投手として参加した事例は関が初めてである。最初に対戦した比屋根渉から三振を奪ったほか、球速は最速で140km/hを計測。しかし、高校の後輩に当たる辻東倫および、この年まで東京ヤクルトスワローズで比屋根のチームメイトだった鵜久森淳志に連続四球を与えたところで対戦を終えた。トライアウト直後には、中日を除いたNPB球団からの獲得オファーの有無にかかわらず、同年12月で中日球団を退職する予定であることを公表。（自身の現役時代を含めて）「歯の悩みを抱える選手が中日に多い」という実態を踏まえて、歯科技工士へ転身すべく、専門学校へ進む計画も明かしていた。社会人野球チームとクラブチームから勧誘を受けたが、NPB他球団からの獲得オファーを受けるまでには至らず、前述した計画に沿って中日球団を退職。2019年4月からは、歯科技工士の専門学校に入学する。

### 歯科技工士
2021年3月26日歯科技工士国家試験に合格。「スポーツマウスガード製作を通じてドラゴンズに恩返しできたらと考えています。」と意気込みを語っていた。

## 詳細情報

### 年度別投手成績
- 一軍公式戦出場なし

### 背番号
- 62 （2011年 - 2013年）